# Persicaria tenella
Persicaria tenella là một loài thực vật có hoa trong họ Rau răm. Loài này được (Blume) H. Hara miêu tả khoa học đầu tiên năm 1969.